# 1255

## Události
- křižácká výprava Přemysla Otakara II. do Pruska
- křižáci na počest Přemysla Otakara II. založili město Královec
- nejpozději v tomto roce získává Vok I. z Rožmberka titul maršálka království
- přítomností rychtáře doložen Jindřichův Hradec
- v Lincolnu Židé obviněni z ukřižování křesťanského dítěte

## Narození
- 23. října – Ferdinand de la Cerda, kastilský princ († 25. července 1275)
- Albrecht I. Habsburský, římský král († 1. května 1308)
- Francesca da Rimini, krásná dcera Guida da Polenta z Ravenny († 1285)
- bl. Markéta Colonna, řeholnice († 30. prosince 1280)

## Úmrtí
- prosince – Boček z Obřan, moravský šlechtic (* kolem 1209)
- Batú, vnuk Čingischána, první chán Zlaté Hordy (* 1205)

## Hlava státu
- České království – Přemysl Otakar II.
- Svatá říše římská – Vilém Holandský
- Papež – Alexandr IV.
- Anglické království – Jindřich III. Plantagenet
- Francouzské království – Ludvík IX.
- Polské knížectví – Boleslav V. Stydlivý
- Uherské království – Béla IV.
- Portugalské království – Alfons III.
- Latinské císařství – Balduin II.
- Nikájské císařství – Theodoros II. Laskaris